# Aggressive inline
Aggressive inline är en inlinessport där man gör trick såsom grinds, snurrar och volter. Sporten är liten i Sverige, dock finns det ett fåtal svenskar sponsrade av utländska inlinesföretag. De flesta skateboardparker i Sverige brukar inhysa en större eller mindre grupp inlinesåkare.
Aggressive inline är en extremsport i samma genre som till exempel skateboard och BMX, och man använder ungefär samma saker som hjälpmedel för att utföra tricken. Aggressive inlines är ingen stor sport men fram till 2004 var det med på Xgames. Aggressive inlines är en inline som är specialgjord för att tåla mer. Därav namnet aggressive inlines, de ska hålla för riktigt höga hopp med mer aggressiva landningar etc.

## Historia (Sverige)
Sporten fick sitt fäste i Sverige runt tidigt 1990-tal. Sporten var som störst i Sverige runt 96-98 också då som sporten var som störst i världen. Aggressiveåkarna blev allt duktigare och tävlingsverksamheten började få ordentlig organisation med hjälp av TIHS //This Is Happy Skating// (Svenska Aggressiveåkarnas medlemsförening). Dessutom fick landet besök av två av dåtidens bästa åkare Arlo Einsenberg och Randy Spizer. De besökte i slutet av april 1997 Ängelholm Oneoff, Falkenberg Oneoff, Göteborg Välen, Göteborg Galaxen och Stockholm Riddarfjorden Humlegården.
1996 fick Jorge Lattof och Markus Rydberg en inbjudan från en politiker i Kortedala för att komma och titta på SKF:s skyddsrum i Bunkeberget. Arean var uppmätt till 5000 m2 och Föreningen THIS flyttade in i tomma, fuktiga bergrum. Det var stort och spektakulärt. Jorge Lattof designade en vertramp tillsammans med en cementtillverkare och med NCC sattes en VERTRAMP upp som bestod av 32 delar och vägde ca 4 ton. Rampen var 10 meter bred och hade 3,25 böjar med 20 cm vert. Skateboardåkarna kom in i föreningen senare när de insåg att de kunde påverka det som byggdes genom att engagera sig och vara aktiva i byggandet, Hawaiirummet föddes och poolrummet mittemot blev till.
Jorge Lattof och Markus Rydberg anordnade Nordiska mästerskapen 1997 i HJÄLLBO.
1997 vann Jorge Lattof det inofficiella Svenska mästerskapet i VERT utanför Gröna Lund i Stockholm.